# ليو جياو
ليو جياو هي غطاسة صينية، ولدت في 14 أبريل 1987.

## وصلات خارجية
- ليو جياو على موقع قاعدة بيانات الغوص IAT (الألمانية)
- ليو جياو على موقع أوليمبيديا (الإنجليزية)